# 林刺葵
林刺葵（学名：Phoenix sylvestris）又名银海枣、野海枣，是棕榈科刺葵属的植物。分布在缅甸、印度、巴基斯坦以及中国大陆的广西、云南、广东等地，目前已由人工引种栽培。

## 图片
- 雌花
- 雄花
- 果实
- 树干
- 果实